# Stigmella robusta
Stigmella robusta (лат.) — вид молей-малюток рода Stigmella (Nepticulinae) из семейства Nepticulidae.

## Распространение
Южная Америка: Перу, влажные высокогорные луга парамо, Анды (4100 м), Dept. Ancash, 35 км ю.-в. Huaraz, Cerro Cahuish, 9°40'50"S, 77°13'32"W, Quabrada Pucavado.

## Описание
Мелкие молевидные бабочки. Длина передних крыльев самцов 3,5—4,5 мм, размах — 7,6—9,6 мм. Цвет желтовато- и серовато-коричневый. Жгутик усика самцов состоит из 42 члеников. Гусеницы и биология неизвестны. Имаго появляются в феврале.

## Этимология
Видовое название S. robusta происходит от латинского слова robustus (прочный, сильный), учитывая особенности строения гениталий.